# Metal de Field
El metal de Field, o aleación de Field (nombrado así en honor a Simon Quellen Field), es una aleación fusible que se convierte en líquido a los 62 °C. Se trata de una aleación eutéctica de bismuto, indio y estaño, con la siguiente composición en peso: 32.5% Bi, 51% In, 16.5% Sn.
Al no contener plomo ni cadmio, es una alternativa no tóxica al metal de Wood.
Se utiliza para modelado y prototipados sencillos.